# Rydzewo Szlacheckie
Rydzewo Szlacheckie – wieś w Polsce położona w województwie podlaskim, w powiecie grajewskim, w gminie Radziłów.
W latach 1975–1998 miejscowość administracyjnie należała do województwa łomżyńskiego. Rydzewo Szlacheckie jest wsią ulicówką z jednym odgałęzieniem od drogi głównej. Liczba ludności to ok. 120 osób. Rydzewo Szlacheckie znajduje się w odległości 7 km od Radziłowa (miejscowości gminnej), ok. 29 km od Grajewa (stolicy powiatu), oraz ok. 80 km od Białegostoku.
Wierni kościoła rzymskokatolickiego należą do parafii Narodzenia Najświętszej Maryi Panny w Słuczu.